# Magirus-Deutz Standardbus
Magirus-Deutz Standardbus — автобус с заднемоторной компоновкой, производившийся по спецификации VöV-Standard-Bus с 1967 по 1982 год компанией Magirus-Deutz. Одиночная модель получила индекс SH110, сочленённая — SH170, пригородная — L117.

## История
Первый прототип автобуса Magirus-Deutz Standardbus появился в 1967 году и получил индекс 150 S 11. Автобус оснащён двигателем внутреннего сгорания Deutz F 6 L 312 мощностью 150 л. с.
С сентября 1968 года производился первый серийный вариант под индексом Magirus-Deutz 170 S 11 H. Автобус оснащён двигателем внутреннего сгорания Deutz F 6 L 413.
Начиная с 1969 года, автобус оснащался двигателем внутреннего сгорания Deutz F 8 L 413. В 1972 году был налажен выпуск пригородного автобуса Magirus-Deutz L117.
Технически и визуально похожие стандартные междугородние автобусы (StÜLB) также были построены в то время конкурентами Mercedes-Benz O307 и MAN SÜ240.
Производство завершилось в 1982 году.

## Галерея

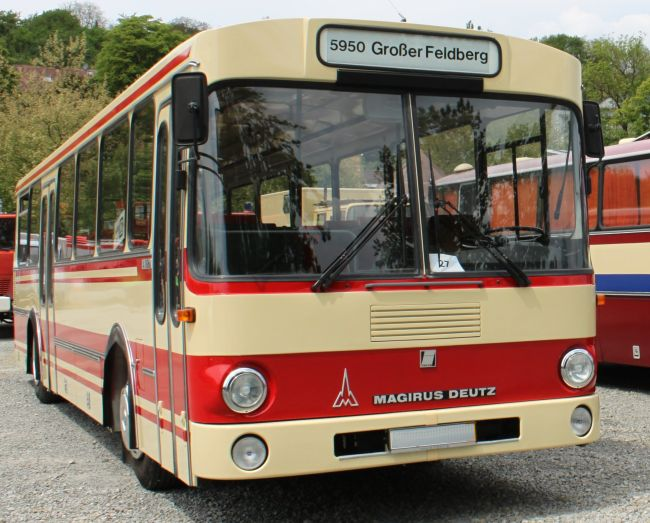
Magirus-Deutz L117
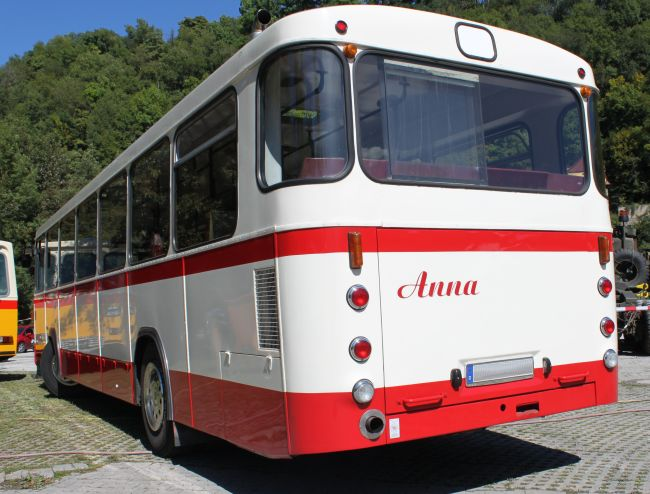
Magirus-Deutz SH110
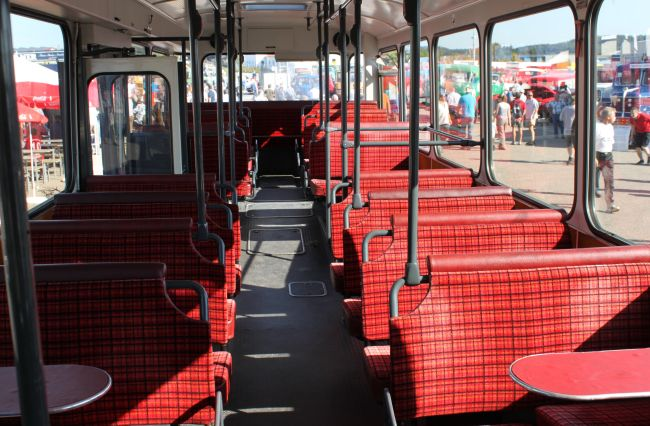
Салон автобуса Magirus-Deutz SH110
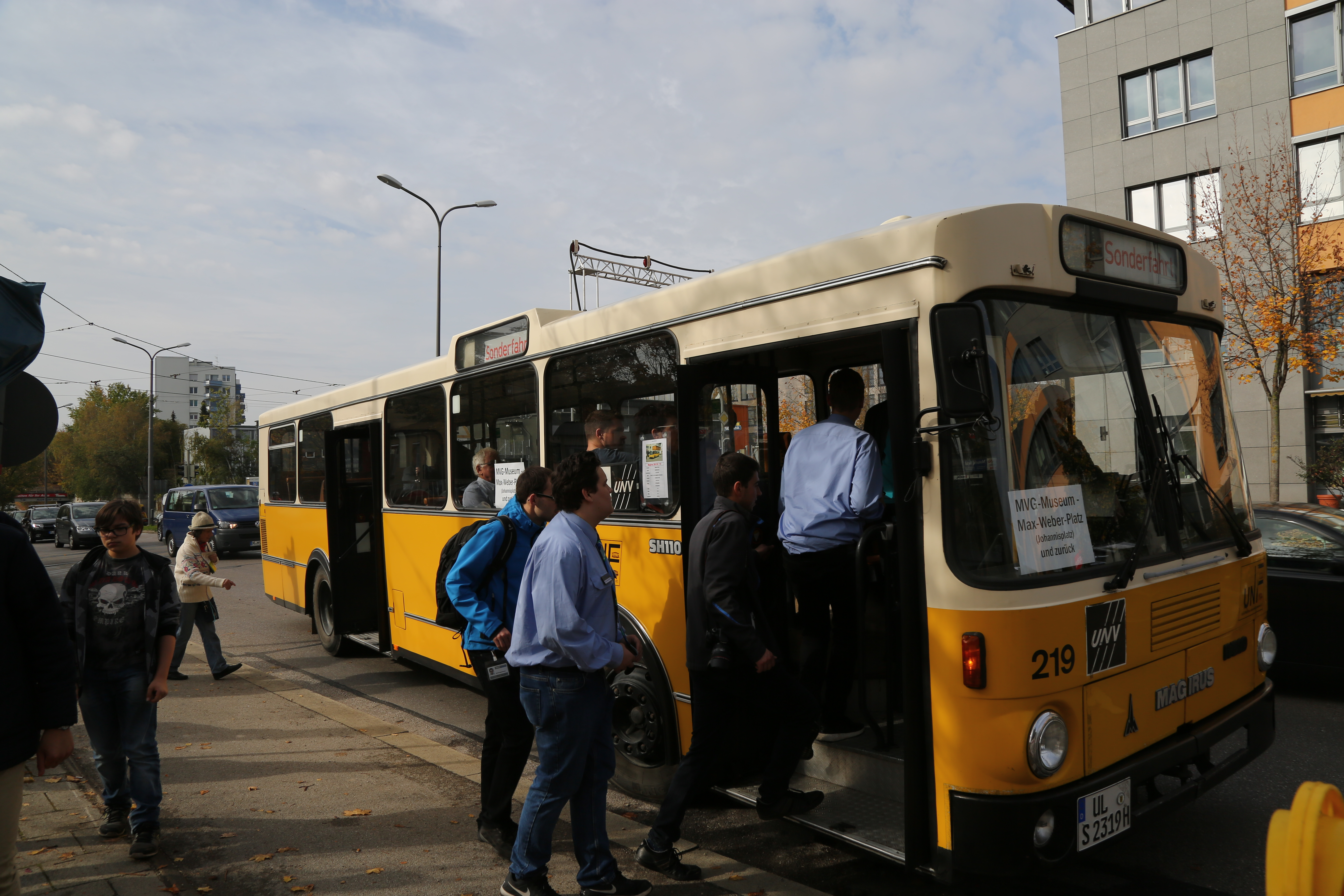
Magirus-Deutz SH110 в Мюнхене
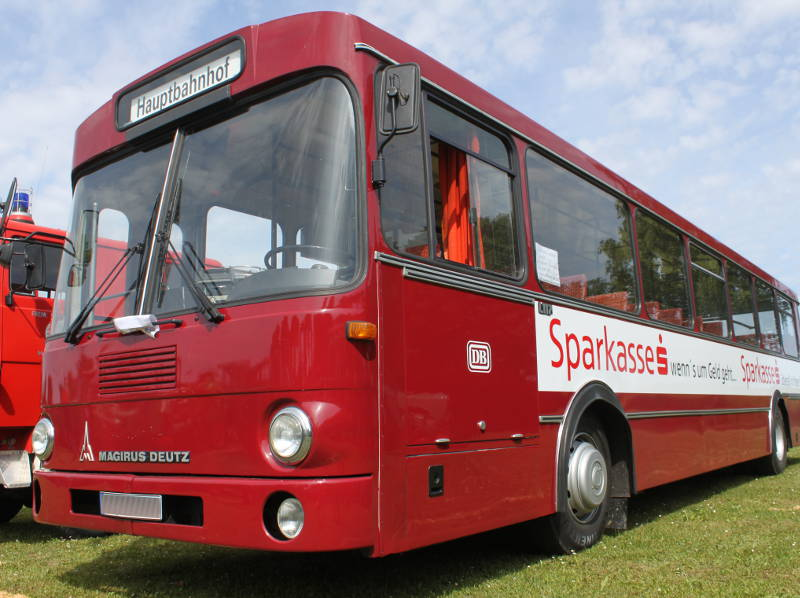
Magirus-Deutz L117
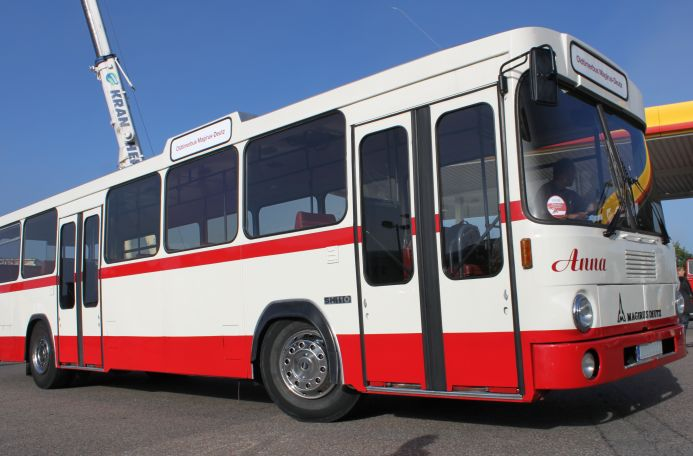
Magirus-Deutz SH110
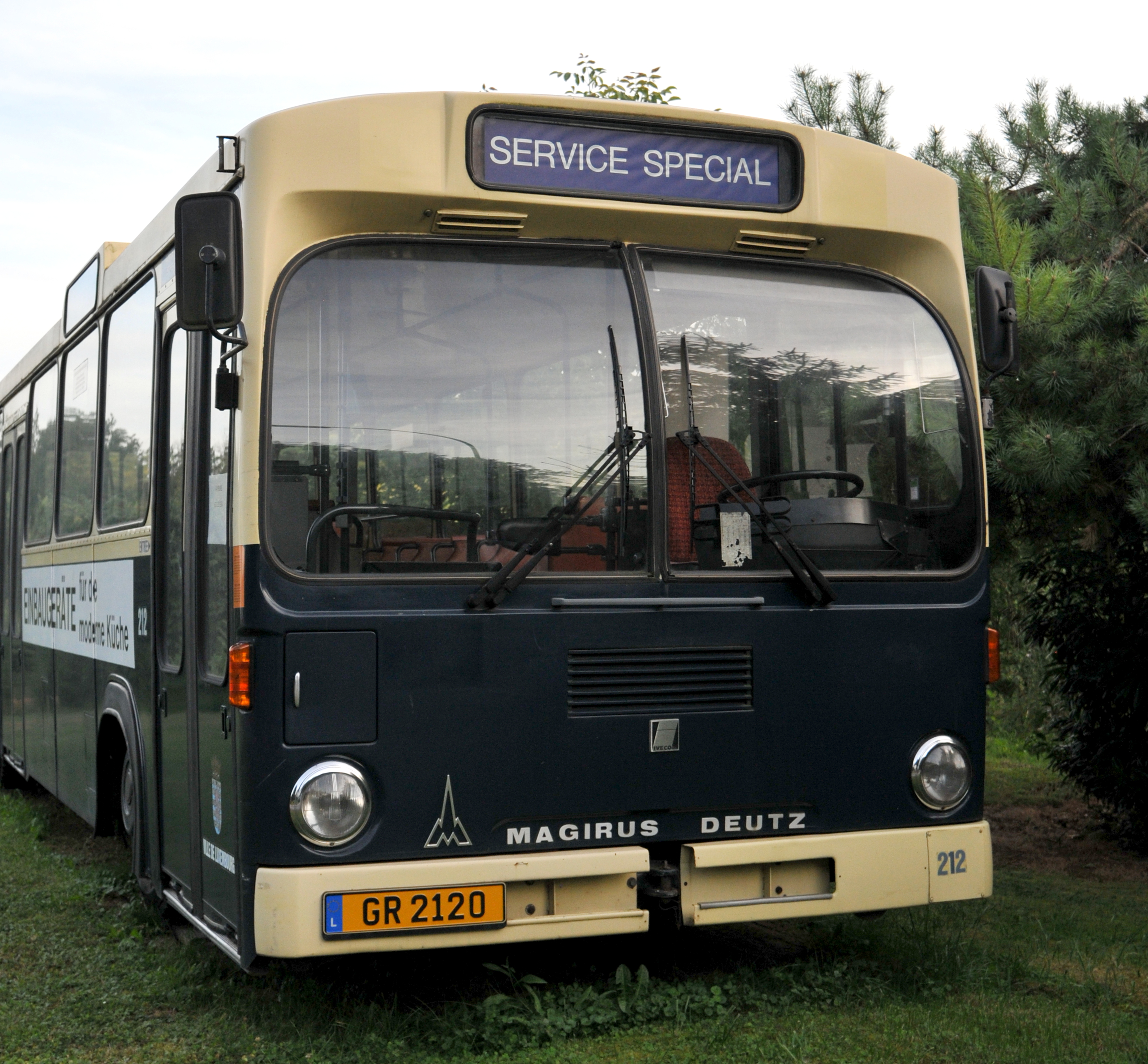
Magirus-Deutz SH110 в Люксембурге